# Zbrodnie w Dominopolu
Zbrodnie w Dominopolu – zbrodnie dokonane przez oddziały Ukraińskiej Powstańczej Armii na mieszkańcach wsi Dominopol, położonej w powiecie włodzimierskim województwa wołyńskiego, podczas  rzezi wołyńskiej. W dniach 10–13 lipca 1943 r. zginęło w nich ponad 250 osób.

## Przed zbrodnią
W Dominopolu mieszkało 60 rodzin polskich wywodzących się ze szlachty zagrodowej i 2-4 ukraińskie. Wiosną 1943 r. z inicjatywy dowództwa UPA w Wołczaku, w Dominopolu powstał 90-osobowy polski oddział partyzancki pod dowództwem Stanisława (Celestyna?) Dąbrowskiego współpracujący z UPA. Z czasem pod wpływem namów starszych Polaków i z powodu podejrzeń o podstęp ze strony Ukraińców, część członków oddziału zdezerterowała.

## Przebieg zbrodni
W nocy z 10 na 11 lipca 1943 r. około 30 polskich partyzantów zostało wyprowadzonych pod las i rozstrzelanych. Zbrodni dokonali upowcy z zahonu "Siczy" Antoniuka. W likwidacji Polaków mogła także uczestniczyć bojówka SB OUN.
Tej samej nocy, bądź też dobę później Dominopol otoczyli upowcy i ludność ukraińska. Napastnicy wchodzili do domów i za pomocą siekier mordowali śpiących mieszkańców. Rzadziej używano broni palnej i granatów. Wymordowano całą ludność wsi, to jest co najmniej 220 Polaków, 4 Ukraińców i 1 rodzinę polsko-ukraińską. Gospodarstwa zabitych zostały przejęte przez Ukraińców.
W nocy z 12 na 13 lipca 1943 r. Dominopol był miejscem, gdzie upowcy zwozili i mordowali Polaków złapanych na lewym brzegu Turii.

## Upamiętnienie
W 1997 roku Stowarzyszenie Upamiętniania Polaków Pomordowanych na Wołyniu postawiło w miejscu zbrodni metalowy krzyż o wysokości 10 metrów.

## Literatura
- Grzegorz. Motyka: Ukraińska partyzantka 1942-1960 : działalność Organizacji Ukraińskich Nacjonalistów i Ukraińskiej Powstańczej Armii. Warszawa: Instytut Studiów Politycznych PAN : RYTM, 2006. ISBN 83-88490-58-3, ISBN 83-7399-163-8 (Rytm), ISBN 978-83-88490-58-3. Brak numerów stron w książce
- Władysław Siemaszko, Ewa Siemaszko, Ludobójstwo dokonane przez nacjonalistów ukraińskich na ludności polskiej Wołynia 1939–1945, Warszawa: „von borowiecky”, 2000, ISBN 83-87689-34-3, OCLC 749680885.